# خیری حماد
خِیری حَمّاد (۱۹۱۳ – ۶ فوریه ۱۹۷۲) روزنامه‌نگار، نویسنده و مترجم فلسطینی بود. پس از فارغ‌التحصیلی از دانشگاه آمریکایی بیروت در سال ۱۹۳۶ به بغداد رفت و به عنوان معلم مشغول به کار شد. او در تأسیس روزنامهٔ «استقلال» مشارکت داشت و در جنبش رشید علی الکیلانی در سال ۱۹۴۱ شرکت کرد که پس از آن دستگیر شد. او بعداً به عنوان دستیار مدیر مطبوعات و نشر در اردن کار کرد و سپس به قاهره رفت و به نوشتن و ترجمهٔ شمار بسیاری کتاب پرداخت.

## زندگی و پیشه
خیری حسنی حمّاد در سال ۱۹۱۳ در نابلس، سنجق نابلس، ولایت بیروت، امپراتوری عثمانی، به دنیا آمد. او در سال ۱۹۳۱ از مدرسهٔ الصلاحیه فارغ‌التحصیل شد و در سال ۱۹۳۳ گواهی پایان تحصیلات عالی را از دانشکدهٔ عربی در قدس دریافت کرد. سپس در دانشگاه آمریکایی بیروت تحصیل کرد و در سال ۱۹۳۶ مدرک کارشناسی ادبیات را گرفت. او در دوران تحصیل در دانشگاه، اولین مقالهٔ خود را به مناسبت بیانیهٔ بالفور در روزنامهٔ «النهار» منتشر کرد و در ویرایش «صفحهٔ دانشجویان» که توسط النهار منتشر می‌شد، مشارکت داشت. او همچنین سردبیر مجلهٔ «دانشکده» بود.
پس از فارغ‌التحصیلی، پنج سال در عراق به عنوان معلم در دبیرستان‌های بغداد، بصره و سلیمانیه مشغول به کار شد، سپس تدریس را رها کرد و سردبیری روزنامهٔ عراقی «الاستقلال» را بر عهده گرفت. در سال ۱۹۴۱، مقامات عراقی او را به همراه شماری از فلسطینی‌ها به دلیل مواضع سیاسی و ارتباطش با کودتای رشید علی الکیلانی دستگیر کردند و به بازداشتگاه صحرایی نقرة السلمان منتقل شد. او در سال ۱۹۴۳ آزاد شد و به فلسطین بازگشت بین سالهای ۱۹۴۳ و ۱۹۴۶، سردبیر روزنامه «الدفاع» بود که در یافا منتشر می‌شد. سپس در سال ۱۹۴۷ مجلهٔ «المستقبل» را در قدس منتشر کرد و در همان سال سردبیری روزنامهٔ «الوحده» را که در قدس منتشر می‌شد، بر عهده گرفت.
خیری حماد پس از نکبت ۱۹۴۸، قدس را به مقصد امان ترک کرد و در آنجا سردبیری روزنامهٔ «الاردن» را بر عهده گرفت و همزمان به عنوان خبرنگار روزنامهٔ لندنی «دیلی اکسپرس» مشغول به کار شد. بولتن خبری به نام «خبرگزاری عربی» منتشر کرد.او در سال ۱۹۵۱ روزنامه‌نگاری را برای شغل دولتی ترک کرد و به عنوان مشاور مطبوعاتی در دربار سلطنتی اردن، سپس به عنوان مدیر مطبوعات و نشر و پس از آن به عنوان دبیر شورای وزیران مشغول به کار شد. او در سال ۱۹۵۵ امان را ترک کرد و به عنوان خبرنگار شماری از روزنامه‌های خارجی میان بیروت و دمشق زندگی کرد. در سال ۱۹۶۱ به قاهره نقل مکان کرد و در آنجا به کار نویسندگی و ترجمه پرداخت و مناصبی بر عهده گرفت، از جمله: دبیرکل اتحادیه عمومی نویسندگان و روزنامه نگاران فلسطینی، دستیار دبیرکل اتحادیه نویسندگان عرب، عضو کمیته اجرایی شورای عالی هنر و ادبیات مصر. مجلس ملی فلسطین در پنجمین جلسه خود که در سپتامبر ۱۹۶۹ در قاهره برگزار شد، تصمیم گرفت او را به عنوان عضوی از اتحادیهٔ عمومی نویسندگان و روزنامه نگاران فلسطینی در شورا انتخاب کند. او به پاس آثار بسیارش، نشان لیاقت را از جمهوری متحد عربی دریافت کرد.
خیری حماد در ۶ فوریه ۱۹۷۲ در قاهره درگذشت و در همان‌جا به خاک سپرده شد.

## آثار
شمار زیادی کتاب و ترجمه در زمینه‌های سیاسی، تاریخی و ادبی از حمّاد بر جای مانده است که به ۱۲۰ عنوان کتاب می‌رسد. عناوین عربی برجسته‌ترین آثار او:
- قضايانا في الأمم المتحدة: ۱۹۶۲
- أضواء وآراء في القومية والحرية والاشتراكية: ۱۹۶۴
- إدعاءات إسرائيل بين الحق التاريخي وحق السيادة: ۱۹۶۵
- حتمية الوحدة العربية في المفهوم الاشتراكي: ۱۹۶۸

از جمله ترجمه‌های او:
- الاشتراكية في آسيا: ۱۹۶۱
- مذكرات إبدن وتشرشل وديغول: ۱۹۶۰، ۱۹۶۲، ۱۹۶۶
- مطارحات مكيافيلي: ۱۹۶۲
- تاريخ ألمانيا الهتلرية: چهار جلد، ۱۹۶۳
- السياسة بين الأمم: ۱۹۶۵
- حرب العصابات: ۱۹۶۷
- السياسة الخارجية السوفييتية: ۱۹۶۹